# Гагма-Пірвелі-Хорга
Гагма-Пірвелі-Хорга (груз. გაღმა პირველი ხორგა) — село в Грузії.
За даними перепису населення 2014 року в селі проживає 727 особи.